# Skew Siskin
Gli Skew Siskin sono un gruppo hard rock tedesco, formatosi nel 1992 e noto soprattutto per la hit dello stesso anno "If The Walls Could Talk".
Sono fronteggiati dalla cantante Nina C. Alice e durante gli anni hanno subito numerosi cambi di formazione. Il gruppo è noto anche per le collaborazioni, reciproche negli anni, con Lemmy Kilmister dei Motörhead.

## Discografia
- 1992 - Skew Siskin
- 1996 - Electric Chair Music
- 1996 - Voices from the War
- 1999 - What the Hell
- 2003 - Album of the Year
- 2005 - Devil's Disciple (compilation)
- 2007 - Peace Breaker